# 嘉定府 (越南)
嘉定府（越南语：／）是越南阮主政权時期的一個府，主要位於今天胡志明市。
正和十九年（1698年），阮主阮福淍派大将阮有镜攻略真臘，佔領同狔和柴棍，設置嘉定府，領縣二：新平縣和福隆縣。但一府二縣都未設置行政機構，阮主在二縣上分別成立藩鎮營和鎮邊營兩個軍事機構，由軍事機構直接管領縣政。
永慶元年（1732年），嘉定府析置定遠州，同時建立龍湖營。
景興四十年（1779年），阮福映在長屯道設立建康縣，隸屬嘉定府，同時建立長屯營。同年，龍湖營更名為弘鎮營。
景興四十一年（1780年），弘鎮營更名為永鎮營。
景興四十二年（1781年），長屯營更名為鎮定營。
景興五十一年（1790年），阮福映在嘉定築八卦城，稱為嘉定京城。
嘉隆元年（1802年），改嘉定府為嘉定鎮。